# Fujiwara Cocoa
Fujiwara Kokoa (Nhật: 藤原 ここあ (Đằng-Nguyên Kokoa) 28 tháng 4 năm 1983 – 31 tháng 3 năm 2015), phương tiện tiếng Anh thường viết thành Cocoa Fujiwara, là một nữ tác giả manga và họa sĩ minh họa người Nhật, nguyên quán tại Fukuoka, Nhật Bản. Những tác phẩm nổi tiếng của cô bao gồm dear và Inu x Boku SS.

## Tiểu sử
Fujiwara Kokoa sinh ngày 28 tháng 4 năm 1983 ở thành phố Kitakyūshū, tỉnh Fukuoka, Nhật Bản. Cô sáng tác truyện tranh từ khá sớm. Năm 1998, lúc mới 14 tuổi, Fujiwara nhận được giải thưởng trong một cuộc thi sáng tác manga do Tập đoàn Enix (nay là Square Enix) tổ chức; cô tham dự bằng bút danh "Fujiwara Milk". Tác phẩm đầu tay của cô, CALLING, được đăng trên nguyệt san Monthly Gangan Wing số tháng 3 năm 1999. Fujiwara quyết định không tiếp tục học lên cấp 3 để dành nhiều thời gian chuyên tâm hơn vào sự nghiệp vẽ manga mà cô theo đuổi cả đời. Cô tiếp tục sáng tác các tác phẩm Watashi no Ookami-san và Watashi no Ookami-san - THE OTHER SIDE OF LYCANTHROPE, chúng được đăng trong một tuyển tập truyện ngắn. Sau đó, Fujiwara Kokoa cho ra lò loạt manga dài tập dear, đăng trên Monthly Gangan Wing từ tháng 8 năm 2002 đến tháng 1 năm 2008, về sau được tập hợp thành 12 tập truyện đơn hành bản (tankōbon); bối cảnh của dear cũng chính là trong thế giới của Watashi no Ookami-san. dear đã được chuyển thể thành hai đĩa drama CD cùng tên.
Tác phẩm nổi tiếng nhất của Fujiwara Kokoa là Inu x Boku SS, đăng trên tạp chí "Monthly Gangan JOKER" từ tháng 5 năm 2009 đến tháng 3 năm 2014, dài 11 tập. Manga được chuyển thể thành anime truyền hình bởi David Production và phát sóng tại Nhật Bản từ tháng 1 đến 3 năm 2012. Fujiwara có niềm yêu thích đặc biệt đối với loạt game nhập vai Final Fantasy, và các tác phẩm của cô đã chịu nhiều ảnh hưởng bởi trò chơi này. Cô cũng là bạn thân của hai nữ mangaka nổi tiếng khác là Mochizuki Jun và Toboso Yana.
Fujiwara Kokoa qua đời vì bệnh tại nhà riêng vào ngày 31 tháng 3 năm 2015, khi cô mới 32 tuổi. Cái chết của cô được trang web chính thức của tạp chí Gangan Joker thông báo rộng rãi và chia buồn vào ngày 8 tháng 4, đồng nghĩa với việc tác phẩm còn đang viết dở của cô là Katsute Mahō Shōjo to Aku wa Tekitai Shiteita vĩnh viễn không thể hoàn thành.

## Tác phẩm

### Manga
- CALLING (-コーリング-? 1999, tác phẩm đầu tay)
- Watashi no Ookami-san (わたしの狼さん。? 2001 - 2002, gồm hai phần, mỗi phần một tập)
- dear (2001 – 2008, 12 tập)
- Tēma (テーマ 「自由」? đảm trách phần hình ảnh, 13 tháng 11 năm 2008, đăng trên Gangan ONLINE)
- Tuyển tập truyện ngắn Fujiwara Kokoa nhan đề Ojōsama to Yōkai Shitsuji (お嬢様と妖怪執事? 22 tháng 4 năm 2009), bao gồm:
  - Ojōsama to Yōkai Shitsuji (Gangan Custom số tháng 1 năm 2006)
  - Yamada (Monthly Gangan Wing số tháng 10 năm 2008)
  - Stray Doll (Monthly Gangan Wing số tháng 10 năm 2003)
  - I (Monthly Gangan Wing số tháng 2 năm 2009)
- Inu x Boku SS (妖狐×僕SS? 2009 - 2014, 11 tập)
- Katsute Mahō Shōjo to Aku wa Tekitai Shiteita. (かつて魔法少女と悪は敵対していた。? 2014, tác phẩm cuối cùng đã xuất bản được hai tập và một số chương tạp chí dang dở)

### Drama CD
- dear (2004)
- dear: A story of the next day (2006)
- Katsute Mahō Shōjo to Aku wa Tekitai Shiteita. (2015)